# Abdoul Aziz Nikiéma
Pour les articles homonymes, voir Nikiema.
Abdoul Aziz Nikiéma, né le 23 novembre 1988 à Ouagadougou, est un coureur cycliste burkinabé

## Biographie
Abdoul Aziz Nikiéma est originaire de Ouagadougou, capitale du Burkina Faso. Il commence le cyclisme sur le tard, à l'âge de dix-neuf ans, sur un vieux vélo emprunté.
Lors du Tour du Faso 2010, il se révèle en remportant la dernière étape après une échappée. L'année suivante, il est sacré champion du Burkina Faso dans la catégorie espoirs (moins de 23 ans). Il rejoint ensuite la Suisse en 2012 pour s'entraîner au Centre mondial du cyclisme, à Aigle. 
En 2013, il remporte le classement général du Tour du Faso. Il sera cependant déclassé en raison d'un contrôle antidopage positif à la méthylhexanamine  durant cette édition. En juin 2014, il s'impose sur une étape du Tour de la République démocratique du Congo. Il court ensuite durant quelques mois en Bretagne au Véloce Club Pontivyen. Il renouvelle cette expérience durant l'été 2015, accompagné de son compatriote Noufou Minoungou,. Durant cette même saison, il termine cinquième de la course en ligne des Jeux africains et sixième du Tour du Faso, tout en ayant triomphé sur une étape.
Sergent de l’Armée burkinabé, il se retire temporairement des compétitions en 2016 pour une mission au Mali. Il fait son retour dans les courses cyclistes dès 2017. Rapidement, il retrouve de bonnes sensations en obtenant diverses victoires dans les courses africaines. Il gagne notamment le Tour du Bénin ainsi qu'une nouvelle étape du Tour du Faso. En 2018, il remporte le Tour du Togo. 

## Palmarès
| - 2010 - 3e étape de la Boucle du coton - 10e étape du Tour du Faso - 2011 - Champion du Burkina Faso sur route espoirs - 3e étape de la Boucle du coton - 2012 - 2e du Tour du Faso - 2013 - Tour du Faso - Tour de la CÉDÉAO - Grand Prix de l'Indépendance - 3e du Tour de Côte d'Ivoire - 9e du championnat d'Afrique sur route - 2014 - 3e étape du Tour de la République démocratique du Congo | - 2015 - 6e étape du Tour du Faso - 2017 - Classement général du Tour du Bénin - 4e étape du Tour de la République démocratique du Congo - 7e étape du Tour du Faso - 2018 - Grand Prix du Quotidien Aujourd'hui - Tour du Togo : - Classement général - 1re étape - 4e et 5e étapes du Tour du Bénin - 8e étape du Tour de la République démocratique du Congo - Grand Prix international d'Abidjan |

## Classements mondiaux
| Année           | 2011 | 2012 | 2013 | 2014 | 2015 |
| --------------- | ---- | ---- | ---- | ---- | ---- |
| UCI Africa Tour | 53e  | 78e  | 55e  | 15e  | 70e  |